# Kastrí (Réthymnon)
Kastrí, en grec moderne : Καστρί, est un village du dème de Mylopótamos, en Crète, en Grèce. Selon le recensement de 2011, la population de Kastrí compte 23 habitants. Il est situé à une altitude de 360 m et à une distance de 35 km de Réthymnon.

## Recensements de la population
| Recensements | 1900 | 1920 | 1928 | 1940 | 1951 | 1961 | 1971 | 1981 | 1991 | 2001 | 2011 |
| ------------ | ---- | ---- | ---- | ---- | ---- | ---- | ---- | ---- | ---- | ---- | ---- |
| Population   | 67   | 123  | 91   | 113  | 131  | 119  | 73   | 59   | 44   | 52   | 23   |